# Třída Sea Wolf
Třída Sea Wolf byla třída raketových člunů Singapurského námořnictva. Celkem bylo, podle projektu německé firmy Lürssen, postaveno šest člunů této třídy. Několikrát byly modernizovány. Singapurské námořnictvo je provozovalo v letech 1972–2008. Všechny byly vyřazeny.
Na základě této třídy byly pro Thajské námořnictvo vyvinuty raketové čluny třídy Prabparapak.

## Stavba
Plavidla této třídy byla navržena německou loděnicí Lürssen na základě její typové řady TNC 45 (číslo značí délku trupu v metrech). První dvě jednotky Sea Wolf (P-76) a Sea Lion (P-77), byly postaveny v Západním Německu a do služby zařazeny roku 1972. Další čtyři, pojmenované Sea Dragon (P-78), Sea Tiger (P-79), Sea Hawk (P-80) a Sea Scorpion (P-81), byly postaveny singapurskou loděnicí ST Marine a do služby zařazeny v letech 1974–1975.

## Konstrukce
Původní výzbroj člunů tvořil jeden 57mm kanón Bofors L/70 Mk1 v dělové věži na přídi, jeden 40mm kanón Bofors a pět izraelských protilodních střel Gabriel, umístěných za nástavbou. Při modernizaci, realizované na přelomu 80. a 90. let, výzbroj všech člunů doplnily americké protilodní střely Harpoon s výrazně větším dosahem. Pohonný systém tvořily čtyři diesely MTU. Nejvyšší rychlost dosahovala 35 uzlů.

### Modernizace
Finální výzbroj této třídy tvořil jeden 57mm lodní kanón, dva 12,7mm kulomety, dvě protilodní střely Gabriel, čtyři střely Harpoon a jedno dvojité vypouštěcí zařízení Simbad pro protiletadlové řízené střely krátkého dosahu Mistral. Tento raketový komplet nahradil původní 40mm kanón.